# Синьково (Брянская область)
Синьково (в старину также Синьковка) — село в Жирятинском районе Брянской области, в составе Воробейнского сельского поселения. 
 Расположено в 2,5 км к юго-востоку от деревни Колодня, на правом берегу реки Судость. Население — 58 человек (2010).

## История
Впервые упоминается в 1654 году как село с храмом; с 1761 — владение Разумовских. Храм Святителя Николая упоминается до 1930-х гг. (не сохранился).
До 1781 года входила в Почепскую (1-ю) сотню Стародубского полка; с 1782 до 1918 в Мглинском уезде (с 1861 — в составе Воробейнской волости); в 1918—1929 гг. — в Почепском уезде (Воробейнская, с 1924 Балыкская волость). С конца XIX века действовала земская школа. До Великой Отечественной войны преобладало украинское население.
С 1929 года — в Жирятинском районе, а в период его временного расформирования (1932—1939, 1957—1985) — в Почепском районе. С 1920-х гг. до 2005 года входила в Горицкий сельсовет.